# 母獸 (獸迷)
母獸（日語：メスケモ），顧名思義為女性的獸人，主要出自於日本二次元創作界中的同人以及趣味用語，是一種女性獸人或擁有雌性特徵的獸人之分類，基本上被歸類於Furry（獸人）的大類之下，於此分類中的獸人常見於各種二次元的ACG創作以及同人的插畫和漫畫作品中，在日本地區的二次元創作界中被定為泛指所有女性的獸人角色。

## 名詞由來和歷史

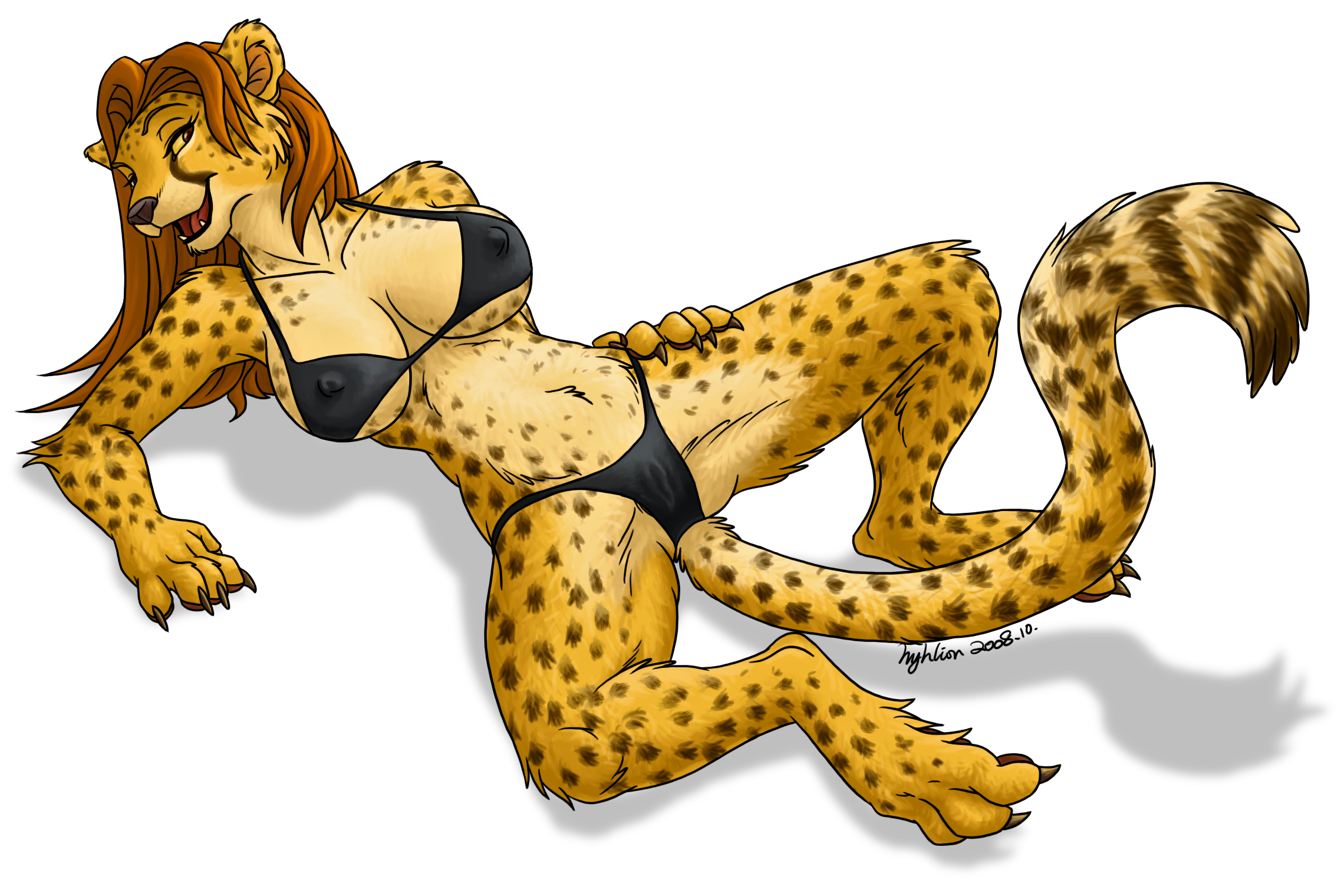
歐美地區動漫風格的女獵豹獸人

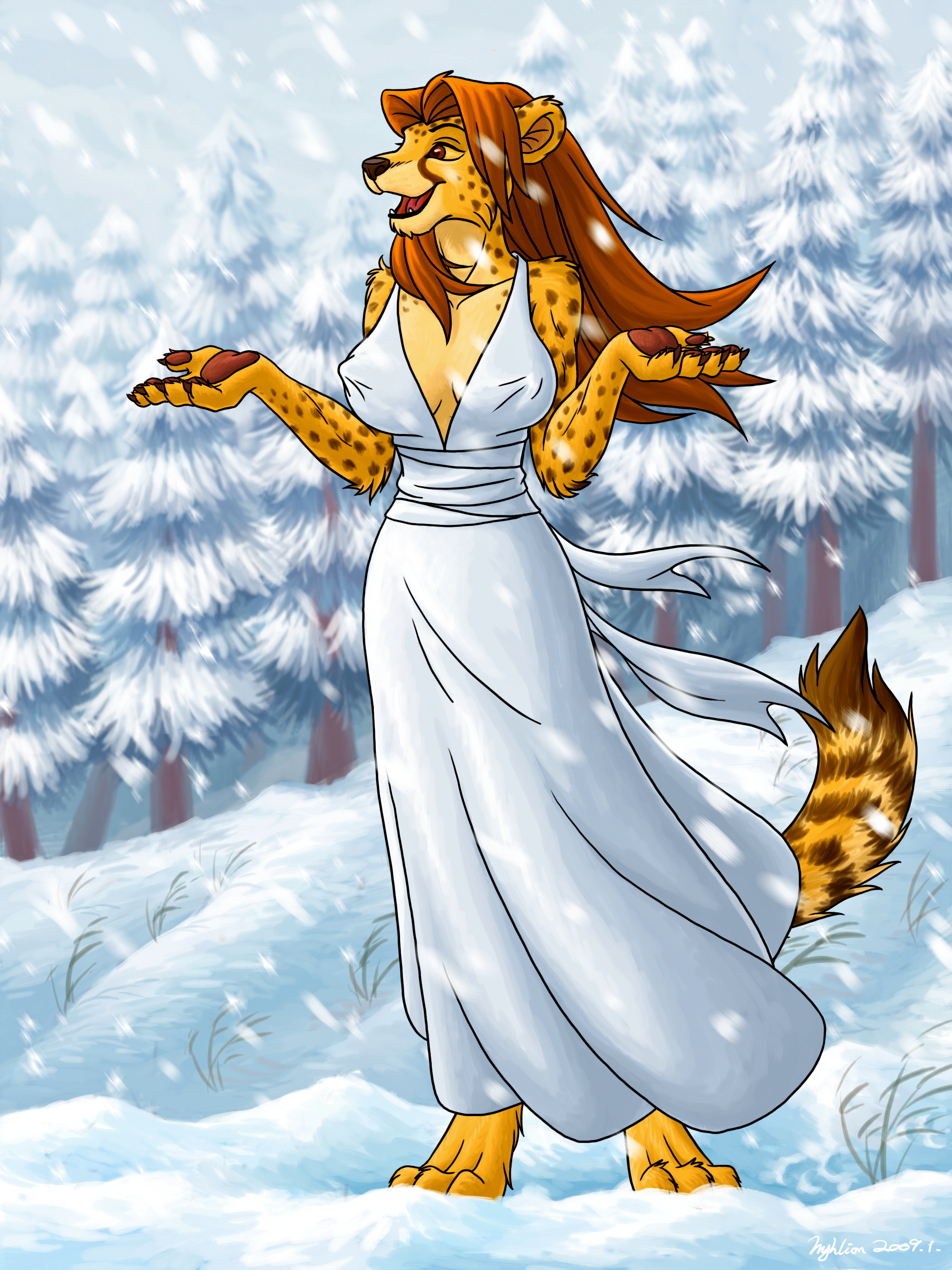
站立的獵豹母獸，頭仍保有豹之特徵

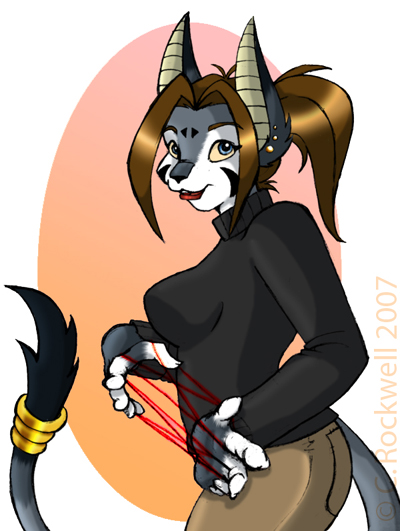
女性獸人也可以是虛構的動物外型

艾莉西亞・普莉絲

少數的獸人王族，泰莉亞公主

母獸這個中文名詞來自日本二次元創作界以及日本獸迷同人界中的「メスケモ」，是日文的「メス」（日文中雌性的意思：「雌」めす）與日文的「ケモ」（日文原文ケモノ，也就是獸的日文稱呼）。其他類似的稱呼則有「獸人女生」或「獸人小姐」等。英文中未有母獸的專有詞，因此僅能以「Female Furry」、「Furry Girl」等稱呼，意即雌性的野獸或是毛絨絨的女性。
歸屬於母獸分類下的獸人類型亦包含了二次元中最多創作的獸人蘿莉，因其本質一樣是屬於女性的獸人，僅差在外型或年紀，其他類型作品比較少的母獸例如「獸人御姐」或「獸人美少女」等一樣皆歸屬於此項分類中。
而此類型自獸人中區分出來時間點並不明確，只可知道該分類是源自於日本地區網際網路上的二次元動漫角色貼圖區以及各大型的圖文交流網站，例如pixiv中即將該類型的創作分類在獸人創作中的其中一類，而在美國地區以及英語系國家的獸人愛好網站中，則將其區分在Female Furry的分類之下，且無論是日本還是歐美地區，於此類型下的獸迷相關作品基本上以圖片居多。

## 外型的定義
在日本的二次元動漫創作界以及同人創作界和獸迷創作界中，母獸的外型經常會與所謂的「獸耳女性」以及另外一大類的奇幻種族「怪物女性」或「魔物女性」混淆，但因為母獸的分類源自於正規獸人，因此要區別作品的屬性是否為母獸可以從以下幾個大方向來進行確認。
- 頭部的外型是否與真實的野獸頭型相近。
- 鼻子和嘴巴的部分是否與真實野獸一樣呈現突出。
- 身體部分是否全部長滿獸毛。
- 用後腳站立行走的腿部是否設定為逆關節。
- 胸部的乳房部分是否同真實野獸有複數乳頭。

上述的這些外型要素是否具備於創作出來的被稱為「獸人女性」的角色中，對某些愛好者或獸迷來說非常的重要，有些作品會因為缺少了那關鍵的幾項「獸」的特徵而被判定為不是母獸或根本無法分類。而目前絕大部分的歸類於母獸之創作其最基本的外型要求「底限」，就是以擁有突出的口鼻部和使用兩隻腳站立為原則。

## 各國作品的表現方式
在日本以及歐美英語系國家的相關獸迷創作中，母獸的作品絕大部分作品以圖畫為主，如同日本二次元的創作，皆以手繪圖和CG圖居多，但在日本地區的獸迷愛好者所創作的母獸作品，與歐美的獸迷創作仍有些許差異，但不論日本或美國，雖然沒有任何強制性的規定或是有名的作品來定義何謂母獸在創作界中的外型表現，但實際上參閱各大貼圖區或獸迷畫家自己的獸迷插圖個人網站後，可以發現定位於母獸的作品大部分都會遵循「口鼻部突出」以及「使用雙腳進行站立」這兩項基本要素。而目前相關的母獸創作中可以被區分出來且為較多同好所接受的角色外型屬性中，又以「日式風格」和「美式風格」為其辨別上的一種方式。
在日本地區，常見母獸的相關創作於各大型二次元貼圖版以及大型的綜合二次元圖文創作交流網站，部分的獸人CG創作愛好者其本身亦身兼其他類型人物的CG繪師，也會自行建置專屬個人網站或是部落格來展示與獸人相關的圖文作品。而在日本地區所創作的母獸作品受到日本二次元人類角色的「萌」屬性影響很大，因此經常可以在創作中看到許多大量採用萌元素的「萌系」母獸，或稱作「獸娘」。表現方式大部分除了上述的兩大原則外，還會加上大眼睛或日式動漫中常見的呆毛等設定，在搭配的衣物上除了一般服裝外，也大量出現使用學校制服或體育服（燈籠褲）以及校園泳裝的母獸角色。
而最明顯的特徵在於日本風格的母獸作品中，獸人蘿莉的創作居母獸系列的最大宗，另外，身體的露出度較少（大部分皆有著裝），且獸毛與口鼻部分的表現方式比較不明顯，身體的外型偏向人類體型等皆為其屬性之一，故於獸人的二次元創作界中，有上述屬性的母獸作品通常也會被歸類為「日式風格」的獸人作品。而帶有日式風格的母獸作品在表現上多半像是「擬獸化的人類」，因此有一些日本畫家所創作的長有獸耳以及獸尾巴的人類女性作品亦被某些貼圖區或大型網站給定義在母獸的分類之下。
至於美國地區等英語系國家中所創作的母獸作品則不以「萌」來作為設計元素，而是比較偏向「寫實」類型，其身材外型均接近於真實的獸，而受到美國電視動畫以及迪士尼相關擬人化動物作品的影響，絕大部分的「美式風格」母獸其外型比較偏向於露出全身（如同正規的獸人創作），亦即不會在角色身上加畫過多的衣物，頂多於手（戴手套）或腳（穿高跟鞋）或於重點部位稍加遮蓋。而另一個美式母獸的外型特徵就是獸毛的表現方式非常明顯，一眼就能看出「毛絨絨」的感覺，眼睛的部分也比照真實野獸的外型繪製，不太採用日式的水汪汪大眼設定。另外，大量作品中使用複數乳房以及後腳仍保有原先獸的逆關節外型也是一項美式風格母獸的屬性設定。

## 作品中的母獸
因母獸在其二次元的相關分類中包含了從「蘿莉」（小女孩）到「御姐」（成年女性）的所有類型，故相關出版作品中無論ACG還是小說或文學均有很多母獸的角色設定，列舉幾項比較知名的母獸角色於下：

### 日本
- 「妖狐獸（レナモン　Renamon）」，出自日本知名電視動畫數碼寶貝系列，是其中一名女性人類角色牧野留姫的搭檔，為狐外型的女性獸人。
- 「愛爾瑪（エルマさん）」，出自日本電視動畫天地無用系列作品中的其中一部「天地無用!GXP」中，是一名女性獸人的宇宙海賊。
- 「芙萊雅・昆賽特（フライヤ・クレセント，Freija Crescent）」，出自日本奇幻角色扮演遊戲最終幻想系列的第九代最终幻想IX，是女性的鼠獸人，為ブルメシア王國的龍騎士。
- 「哈德遜夫人（ハドソン夫人，Mrs. Hudson）」，出自日本宮崎駿擔任導演的電視以及劇場版動畫作品名偵探福爾摩斯，福爾摩斯與華生寄宿地方的房東，女性的犬外型獸人。
- 「ダナエ（Danae）」與「シエラ（Sierra）」，皆出自日本角色扮演遊戲聖劍傳說系列中的其中一部「聖劍傳說：LEGEND OF MANA」，前者是貓型女獸人，後者是狼型女獸人。
- 「克里斯塔爾（クリスタル，Krystal）」，出自任天堂開發的射擊遊戲星際火狐系列，是一位狐狸型的女性獸人，是遊戲主角的一名同伴。
- 「艾麗西亞・普莉絲（アリシア・プリス）」貓獸人，出自日本BANDAI的動作角色扮演遊戲貓犬協奏曲，遊戲主角的對手，盜賊組織黑貓團的領導，與主角是青梅竹馬關係。
- 「泰莉亞公主（テリア姫）」，犬獸人，出自貓犬協奏曲，主角所在王國的公主，被主角救過一次之後喜歡上主角，與貓獸人艾莉西亞是競爭對手，極少數的女性獸人王族設定之一。
- 「巧可拉‧傑拉特（ショコラ・ジェラート）」犬獸人，出自日本BANDAI於2010年發售的動作角色扮演遊戲蒼空騎士～飛向CODA～，主角的義妹，作品中的第二女主角。
- 「艾兒‧梅利瑟（エル・メリゼ）」，出自蒼空騎士～飛向CODA～這部作品，貓獸人，主角從飛行船上救回來的角色，遊戲中的女主角，實際年齡已經超過300歲。

### 歐美
- 「蘿拉兔（Lola Bunny）」，出自美國華納兄弟的電視動畫作品樂一通動畫系列中的一名女性擬人化兔子角色，是兔寶寶的愛人。
- 「露娜（Loona）」，出自Helluva Boss，由Vivienne "Vivziepop" Medrano創作。一隻有地獄犬外貌的女惡魔，是主角團I.M.P的成員之一。
- 「托麗爾（Torial）」，出自Undertale，由托比·福克斯創作。具有山羊面貌的女獸人，曾為地下王國的王后。

## 註腳
1. ↑  .   [2013-01-16]. （原始内容存档于2022-06-21）.
2. ↑  .   [2013-01-17]. （原始内容存档于2019-03-30）.
3. ↑  Furry Female/Straight Art 的存檔，存档日期2013-01-13.（美國獸迷網站pawsru.org雌性獸人貼圖版）
4. ↑  ♀獣とその仲間たち 的存檔，存档日期2013-04-19.（日本2ch的母獸貼圖區）
5. ↑  fchan / female （页面存档备份，存于）（fchan的母獸專區）
6. ↑  -ケモノ- 的存檔，存档日期2013-01-27.（糟糕島中的獸人貼圖專區）
7. ↑  けものリンク 的存檔，存档日期2013-03-30.（日本地區的獸迷創作網站連結）
8. ↑  Furry Resource Page: Artists 的存檔，存档日期2012-03-01.（歐美地區的獸迷創作網站連結）
9. ↑  Las Lindsa 獸人原畫家Chalo （页面存档备份，存于）（典型日式風格的獸人畫家）
10. ↑  hucougar 的存檔，存档日期2011-01-11.（典型美式風格的母獸外型設定）

## 補充資料
- メスケモ(めすけも)とは【ピクシブ百科事典】 （页面存档备份，存于）
- ケモノ(けもの)とは【ピクシブ百科事典】 （页面存档备份，存于）
- 獣人(じゅうじん)とは【ピクシブ百科事典】 （页面存档备份，存于）